# Luna Parker
Pour les articles homonymes, voir Parker.
Luna Parker est un groupe de musique français composé de Rachel Ortas (née à Majorque en 1960) et Éric Tabuchi (né à Paris en 1959), tous deux anciens membres du groupe Tokow Boys.

## Historique
Après avoir chanté du jazz aux États-Unis avec les Loretta's, Rachel Ortas rejoint à Paris les Tokow Boys, dans lequel Éric joue la basse et les synthétiseurs ; après plusieurs singles dont Elle hôtesse, Petite Rockette, Swimming Pool, l'aventure du groupe s'arrête en 1983. Sous le pseudonyme de « Rachel Rachel », Rachel Ortas tourne dans le film Faux-fuyants d'Alain Bergala et Jean-Pierre Limosin, puis sort deux singles : Muchacho en 1984 et Méli-Mélodie en 1985.
C'est en 1986 que Rachel et Éric forment Luna Parker qui connaît immédiatement un énorme succès grâce à sa chanson Tes états d'âme... Éric, classé no 10 des ventes en février 1987. Ils enchainent avec Tic-Taquatique en 1988 qui n'a pas eu autant de succès et qui a eu raison de ce duo.
En 2005, Rachel Ortas chante dans la compilation Disko Cabine en duo avec Razi de Boy From Brazil. En 2009, elle participe à la tournée RFM Party 80, un spectacle musical qui rassemble des chanteurs des années 1980 ayant été en tête du Top 50, puis, en 2012, à la Summer Party 80.

## Discographie

### Singles
- 1986 : Tes états d'âme... Éric
- 1987 : Le Challenge des espoirs
- 1988 : Fric-Frac
- 1988 : Tic-Taquatique
- 2005 : Le Porte-malheur

### Album
- 1988 : Félin pour l'autre (13 titres)

## Commentaires
- Dans leur unique album Félin pour l'autre se trouve la chanson La Tour de Londres écrite par Jean-François Coen, chanson que lui-même reprendra dans son premier album en 1993 sous le nom La Tour de Pise.
- En 2008, la chanteuse Leslie reprend le titre Tes états d'âme... Éric avec la participation du rappeur Teki Latex,  pour un album de reprise Futur 80 qui ne verra finalement jamais le jour.